# Jesenské, Rimavská Sobota
Jesenské (în maghiară Feled) este o comună slovacă, aflată în districtul Rimavská Sobota din regiunea Banská Bystrica, pe malul râului Rimava⁠(d). Localitatea se află la altitudinea de 186 m deasupra n.m., se întinde pe o suprafață de 17,71 km2 și în 2017 număra 2.235 de locuitori. Se învecinează cu comuna Širkovce.

## Istoric
Localitatea este atestată documentar din 1274 sub numele de Feled.

## Demografie
| An:                | 1994 | 2004   | 2014   | 2024   |
| ------------------ | ---- | ------ | ------ | ------ |
| Număr de persoane: | 2241 | 2281   | 2236   | 2351   |
| Diferență:         |      | +1,78% | −1,97% | +5,14% |

| An:                | 2023 | 2024   |
| ------------------ | ---- | ------ |
| Număr de persoane: | 2352 | 2351   |
| Diferență:         |      | −0,04% |